# Procambarus geminus
Procambarus geminus är en kräftdjursart som beskrevs av Hobbs 1975. Procambarus geminus ingår i släktet Procambarus och familjen Cambaridae. IUCN kategoriserar arten globalt som livskraftig. Inga underarter finns listade i Catalogue of Life.